# Шкала Франкеля

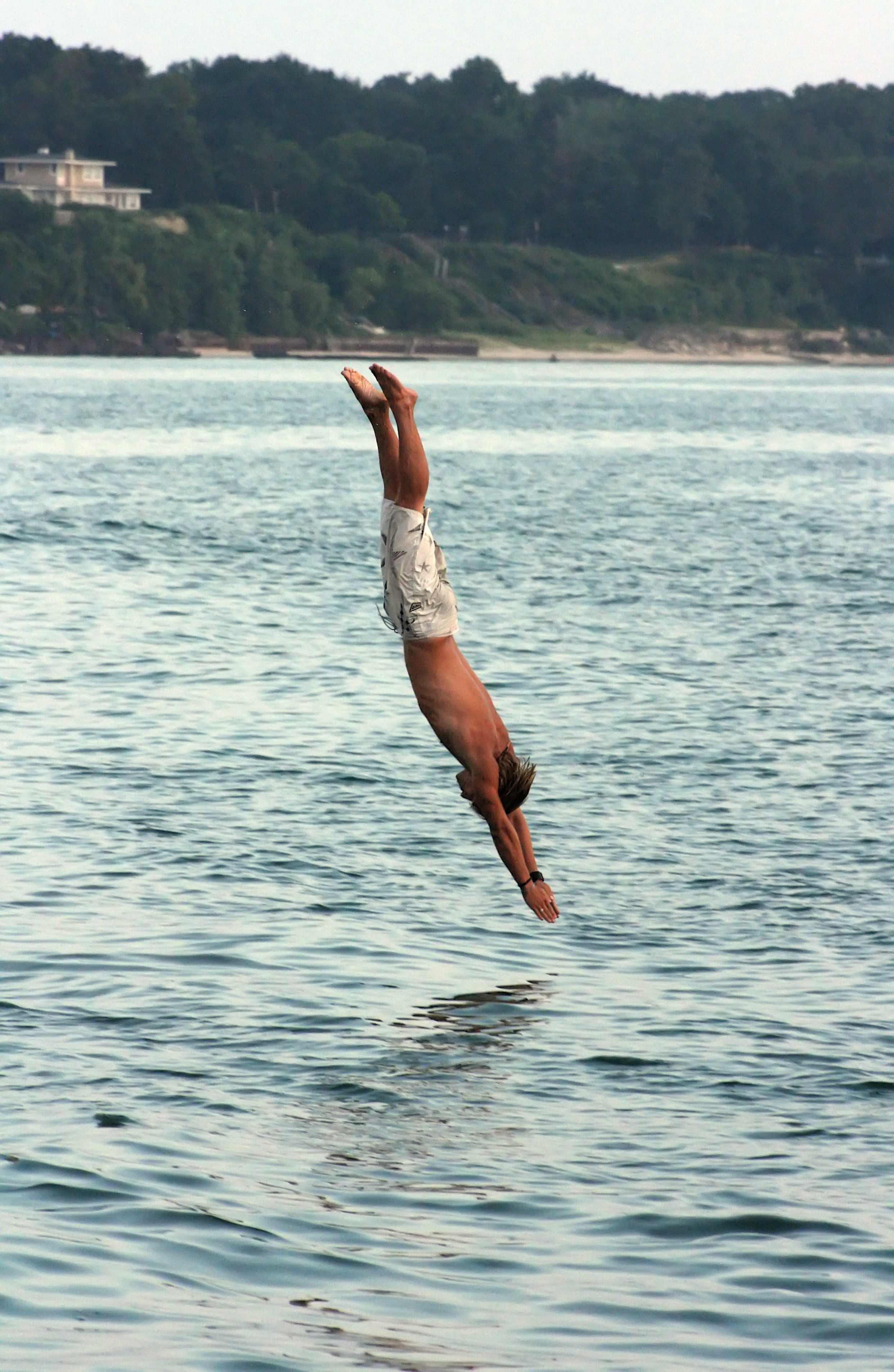
Стрибки у воду поряд із ДТП — одна з найчастіших причин хребетно-спинно-мозкової травми серед молодих людей

Шкала Франкеля або шкала Франкель або шкала Stoke-Mandeville (англ. Frankel scale)  — на даний момент дещо застаріла система визначення ступеня пошкодження спинного мозку на основі порушень моторних та чутливих функцій.

## Історія
Шкала була розроблена ще до ІІ світової війни у англійському госпіталі Stoke Mandeville графства Бакінгемшир і з 1969 року популяризована професором Гансом Людевігом Франкелем. Останній після закінчення медичного вузу працював у цьому госпіталі сімейним лікарем, а потім завдяки Серу Гутману перейшов у Національний центр пошкодження спинного мозку, де з 1966 став лікарем-консультантом.
На даний момент у світі більше використовується шкала пошкодження ASIA (Американська асоціація пошкодження спинного мозку (англ. American Spinal Injury Association) — AIS.

## Шкала
Залежно від неврологічного дефіциту у даній шкалі вирізняють такі ступені:
| Frankel А | відсутність чутливості та рухів нижче рівня травми (повне пошкодження спинного мозку)                    |
| Frankel B | Плегія, але збережена чутливість чи її елементи                                                          |
| Frankel С | Виражений парез (є слабкі рухи), неповне порушення чутливості                                            |
| Frankel D | Слабкий парез (м'язової сили достатньо для ходьби зі сторонньою допомогою), неповне порушення чутливості |
| Frankel E | Відсутні чутливі чи рухові порушення (незалежно від рентгенологічної картини пошкодження хребців)        |